# Долє (Толмин)
Долє (словен. Dolje) — поселення в общині Толмин, Регіон Горишка, Словенія. Висота над рівнем моря: 209 м. Розташоване на лівому березі річки Соча.